# Viking Falk
Thorsten Viking Leonard Falk, född 21 juli 1924 i Lidhults församling, Kronobergs län, död 9 mars 2019 i Örebro, var en svensk läkare.
Falk blev medicine kandidat 1946, medicine licentiat 1952, medicine doktor 1965 och docent i obstetrik och gynekologi i Lund 1966. Han var amanuens vid bakteriologiska institutionen i Lund 1946–47, patologiska institutionen i Lund 1948, läkare vid Ramlösa brunn 1948, underläkare på Södra barnbördshuset i Stockholm 1949–50, kirurgiska kliniken i Karlshamn 1950, kvinnokliniken i Malmö 1952 och 1958–64, kvinnokliniken i Helsingborg 1952–55, kirurgiska kliniken i Lidköping 1955–58, biträdande överläkare vid kvinnokliniken i Malmö 1964–66, kvinnokliniken i Örebro 1966–70, överläkare och klinikchef där 1970–82, blockchef för kirurgiblocket Örebro läns landsting 1975–82 och chef för hälso- och sjukvårdsavdelningen på Socialstyrelsen 1982–87.
Falk var styrelseledamot i Svensk gynekologförening 1971–80 (ordförande 1977–80) och ordförande Örebro läns läkarförening 1974–75. Han var sakkunnig i 1981 års behörighetsutredning 1982–83, journalutredningen 1982–84, alternativmedicinkommittén 1985–89, rehabiliteringsberedningen 1985–89, Statens medicinsk-etiska råd 1985–87, ordförande i Socialstyrelsens rådgivande nämnd för etiska frågor från 1985 och ordförande i tillsynsutredningen från 1987. Han författade skrifter i obstetrik och gynekologi, utbildningsfrågor och sjukvårdsadministration.